# ماريانو كونيك
ماريانو كونيك (بالإسبانية: Mariano Konyk)‏ (15 فبراير 1998 ببوينس آيرس في الأرجنتين - ) هو لاعب كرة قدم أرجنتيني في مركز الدفاع.

## روابط خارجية
- ماريانو كونيك على موقع قاعدة بيانات كرة القدم.إي يو (الإنجليزية)
- ماريانو كونيك على موقع Soccerway.com (الإنجليزية)